# Unghi
Unghi – wieś w Rumunii, w okręgu Neamț, w gminie Dragomirești. W 2011 roku liczyła 138 mieszkańców.